# 604
604 (DCIV) fue un año bisiesto comenzado en miércoles del calendario juliano, en vigor en aquella fecha.

## Acontecimientos
- 13 de abril: Sabiniano se convierte en papa, sucediendo a Gregorio I.
- 13 de septiembre el papa Sabiniano es consagrado.
- El Imperio sasánida destruye la fortaleza bizantina de Dara.
- Teodeberto II y Teoderico II vencen en batalla a Clotario II.
- Mahoma se casa con Jadiya, quien posteriormente se convertirá en la primera persona conversa al Islam.[1]

## Fallecimientos
- 12 de marzo: Gregorio Magno, papa.